# Arlesey
Arlesey est une petite ville et une paroisse civile britannique du Central Bedfordshire.

## Géographie
La rivière Ivel traverse la localité.